# محمد اللباني
محمد إسماعيل اللباني كاتب وباحث في الدراسات النقدية والفكرية.

## السيرة الذاتية
ولد في مدينة إدكو - محافظة البحيرة عام 1970 ويقيم في مدينة الإسكندرية، تخرج من كلية دار العلوم في القاهرة عام 1993، بعدما حصل على الثانوية العامة من مدرسة إدكو 1989. حصل على دبلومة في التربية، تمهيدي ماجستير في النقد الأدبي، عمل في مصر والإمارات في مجال التدريس، يجمع بين التدريس والكتابة، شغفه الكتابي واهتمامه البحثي يتجه دائماً نحو الدراسات النقدية والفكرية والفلسفية.

## السيرة الأدبية
حاصل علي العديد من الجوائز منها: جائزة راشد للإبداع، وقد حصل على جائزة فئة الدراسات النقدية عن دراسته هوية التحديث بين مركزية الذات وحوارية الآخر. كما حصل علي جائزة الطيب صالح العالمية للإبداع الكتابي في دورتها الثامنة، فئة الدراسات النقدية عن دراسته: «صدي الذاكرة.. دراسة في جماليات المكان السردي». كما حاز علي جائزة كتارا للرواية العربية في دورتها السادسة عن دراسته: «تجليات المنحي التداولي في السرد، غسان كنفاني أنموذجاً».

### أهم كتبه النقدية والفكرية
- الحس الثوري في شعر نزار قباني.
- رواية تيار الوعي: إدوار الخراط نموذجآ، نشرت بدار الشارقة، دائرة الثقافة والإعلام عام 1999، وشاركت في جائزة الشارقة للإبداع العربي والفكري، في دورتها الثانية عام 1998.
- صدى الذاكرة.. دراسة في جماليات المكان السردي، شاركت في جائزة الطيب صالح العالمية للأدب الكتابي، الدورة الثامنة، 2018. ومن أهم مقالاته النقدية والثقافية:
- عبده خال: في مدن تأكل العشب،"وكالة عطية: صورة لمجتمع المهمشين، أغسطس 2011.[8]
- دراسة «خيانة المثقف بين سعيد وجرامشي»، «ساراماجو، أديب عاش بالذاكرة ومات مدافعآ عن القضايا العادلة»
- «الوقت والحنين للبطء» والذي ينقد فيها رواية «البطء» لميلان كونديرا، التي تركز من موقف الإنسان من الوقت، وكيف تحول إلي إنسان قاتل للوقت.
- وأيضآ "حربائية أم بحث عن الحقيقة"،"طه حسين، كفيف يرشد المبصرين إلي أنوار العلم والمعرفة " قوة المعرفة"،"لعبة الأقنعة في طقوس إشارات ونوس"، "التعاطف الإنساني"،"الإستشراق، قراءة متجددة في عصر العولمة"،
- محمد أركون، فيلسوف إسلامي يجذر فكر«الأنسنة»، «شرفة ليلي مراد وبودلير، حديث في قراءة النص وتأويله»
- "النشر الإلكتروني"،"نافذة للحوار"،"إيجابيات الأزمة الإقتصادية"،"مستقبل الثورة الجينية وفلسفة العلوم". "،نيتشه، فيلسوف ضد المطلق"، أركيولوجيا المعني، لمحة تأسيسه".

### أهم مقالاته النقدية
- عبده خال في مدن تأكل العشب،"وكالة عطية: صورة لمجتمع المهمشين، أغسطس 2011.[9]

أهم روايته:
- رواية تيار الوعي[10] إدوار الخراط، نموذجآ، والتي نشرت بدار الشارقة: دائرة الثقافة والإعلام عام 1999، والتي شاركت في جائزة الشارقة للإبداع العربي والفكري، في دورتها الثانية عام 1998